# Pipistrellus angulatus
Pipistrellus angulatus là một loài động vật có vú trong họ Dơi muỗi, bộ Dơi. Loài này được Peters mô tả năm 1880.